# 4-碘-2-甲基吡啶
4-碘-2-甲基吡啶是一种碘代芳烃，化学式为C6H6IN。它可由4-溴-2-甲基吡啶和碘化钠在碘化亚铜和N,N'-二甲基-1,2-环己二胺催化下于1,4-二氧六环中反应制得。4-三甲基锡基-2-甲基吡啶和碘反应，也能得到4-碘-2-甲基吡啶。
它和三甲基硅基乙炔在催化下反应，可以得到2-甲基-4-(2-三甲基硅基乙炔基)吡啶。